# Yousra Lajdoud
Yousra Lajdoud (en arabe : يسرا لجدود), née le 15 octobre 1997, est une athlète marocaine spécialiste du saut en longueur.

## Biographie
Elle remporte la médaille d'argent en saut en longueur aux Championnats panarabes 2019 au Caire. Aux  Championnats panarabes 2021 à Radès, elle obtient la médaille d'or du relais 4 × 100 mètres et la médaille d'argent en saut en longueur.
Elle obtient la médaille d'argent du saut en longueur aux Championnats d'Afrique d'athlétisme 2022 à Saint-Pierre.

## Palmarès
| Date | Compétition             | Lieu         | Résultat | Épreuve          | Temps   |
| ---- | ----------------------- | ------------ | -------- | ---------------- | ------- |
| 2019 | Championnats panarabes  | Le Caire     | 2e       | Saut en longueur | 5,97 m  |
| 2021 | Championnats panarabes  | Radès        | 1re      | Relais 4 x 100 m | 46 s 95 |
| 2021 | Championnats panarabes  | Radès        | 2e       | Saut en longueur | 6,29 m  |
| 2022 | Championnats d'Afrique  | Saint-Pierre | 2e       | Saut en longueur | 6,37 m  |
| 2023 | Championnats panarabes  | Marrakech    | 2e       | Saut en longueur | 6,47 m  |
| 2023 | Jeux panarabes          | Oran         | 2e       | Relais 4 x 100 m | 46 s 26 |
| 2023 | Jeux panarabes          | Oran         | 2e       | Saut en longueur | 6,44 m  |
| 2023 | Jeux de la Francophonie | Kinshasa     | 2e       | Saut en longueur | 6,55 m  |